# Complexo de Electra
O Complexo de Electra define-se como sendo uma atitude emocional que, segundo algumas correntes psicanalíticas, todas as meninas têm para com a sua mãe; trata-se de uma atitude que implica uma identificação tão completa com a mãe que a filha deseja, inconscientemente, eliminá-la e possuir o pai. A expressão “Complexo de Electra” foi criada pelo psiquiatra e psicoterapeuta suíço Carl Gustav Jung, em referência ao mito grego de Electra.
De acordo com a psicanálise, caso o Complexo de Electra não seja corretamente ultrapassado, a menina pode enfrentar diversos problemas na vida adulta, como dificuldade em lidar com relacionamentos amorosos, dificuldades em assumir responsabilidades, projetar a figura paterna nos seus relacionamentos futuros ou até criar uma relação conflituosa com a própria mãe.
Vale ressaltar que o sentido das palavras “atração” e “desejo”, neste contexto, não devem ser totalmente comparadas ao sentimento que os adultos possuem.
Sigmund Freud referia-se a ele como Complexo de Édipo feminino, tendo Carl Gustav Jung dado o nome "Complexo de Electra", baseando-se no mito grego de Electra, filha de Agamemnon, a qual quis que o irmão se vingasse da morte do pai de ambos matando, por fim, sua mãe Clitemnestra. Freud rejeitava o uso de tal termo por este enfatizar a analogia da atitude entre os dois sexos.
O complexo de Electra é, muitas vezes, incluído no complexo de Édipo, já que os princípios que se aplicam a ambos são muito semelhantes.